# Рей Кіч
Рей Кіч (англ. Charles Raymond "Ray" Keech; 1 травня 1900, Коутсвіль, Пенсільванія, США — 15 липня 1929, Тіптон, округ Блер, Пенсільванія, США) — американський автогонщик, переможець перегонів «Detroit Indy Grand Prix» та «500 миль Індіанаполісу», володар світового рекорду швидкості на автомобілі.

## Біографія

### Рекорд швидкості
22 квітня 1928 року Кіч встановив рекорд швидкості на суходолі у 207,55 миль/год (334,02 км/год). Рекорд було встановлено на трасі у Дейтона-Біч на автомобілі «White Triplex» з трьома двигунами внутрішнього згоряння із загальним робочим об'ємом 81 літр.
Його рекорд було побито Генрі Сігрейвом 11 березня 1929 року на автомобілі «Golden Arrow». У 1929 році власник «White Triplex» Дж. М. Вайт попросив Кіча зробити спробу перевершити рекорд Сігрейва на своєму автомобілі, але Кіч відмовився через високий рівень небезпеки. Тоді Вайт найняв Лі Байбла, який загинув при виконанні другої спроби встановити новий рекорд швидкості.

### Участь в автоперегонах
У 1928 році Кіч виграв перші перегони на трасі штату Мічиган, посів друге місце у AAA Contest Board і виборов перемогу на «Detroit Indy Grand Prix». Наступного року Кіч здобув перемогу у гонці «500 миль Індіанаполісу».

### Загибель
Рей Кіч загинув через шістнадцять днів після отриманої перемоги в Індіанаполісі у 200-мильних перегонах поблизу Алтуни 15 червня 1929 року. Був похований на цвинтарі Хефзіба у Модені в окрузі Честер (штат Пенсільванія).

## Результати виступів у перегонах«Індіанаполіс 500»
| Рік    | Номер  | Стартова позиція | Сер.шв. кваліфікації (миль/год) | Рейтинг | Позиція на фініші | Кіл пройдено | Кіл лідерства | Сходження |
| ------ | ------ | ---------------- | ------------------------------- | ------- | ----------------- | ------------ | ------------- | --------- |
| 1928   | 15     | 10               | 113.421                         | 10      | 4                 | 200          | 0             | завершено |
| 1929   | 2      | 6                | 114.905                         | 6       | 1                 | 200          | 46            | завершено |
| Всього | Всього | Всього           | Всього                          | Всього  | Всього            | 400          | 46            |           |

| Стартів                      | 2 |
| Поул-позишн                  | 0 |
| Перший ряд стартової решітки | 0 |
| Перемог                      | 1 |
| Top 5                        | 2 |
| Top 10                       | 2 |
| Сходжень                     | 0 |